# Клавикорона крыночковидная
Клавикоро́на крыночкови́дная, или коро́бчатая (лат. Artómyces pyxidátus, ранее — Clavicoróna pyxidáta), — вид грибов-базидиомицетов. Типовой вид рода Artomyces семейства Аурискальпиевые (Auriscalpiaceae).
Легко распознаётся по рогатиковидным, многократно разветвлённым плодовым телам, на концах с крыночковидными разрастаниями.

## Описание
Плодовые тела 2—8(13) см высотой, обычно в группах, нередко тесных, многократно (2—5, иногда до 10 раз) мутовчато ветвящиеся, в каждом разветвлении образуя по 5—6 веточек; ветви первого уровня 1—3 мм толщиной, второго уровня — около 1 мм толщиной. Концы веточек корончатые, редко игловидные. Часто имеется ножка до 2,5 см длиной и около 2 мм толщиной. Окраска плодовых тел сначала светло-жёлтая, затем верхние веточки выцветают до бледно-жёлтого, а ближе к основанию — бледнеют до желтовато-коричневого, к старости — целиком становятся коричневатыми.
Мякоть мягкая, эластичная, жестковатая, на вкус пресная до отчётливо островатой.
Глеоцистиды разреженные до обильных, выступают на высоту до 15 мкм над базидиями, цилиндрические, заострённые или вздутые, (3)4—6(18) мкм шириной. Базидии (17)20—28(30)×(3,6)4—4,8(5,2) мкм, с пряжками, обычно с 4 стеригмами. Споры белые в массе, (3,5)4—5(5,5)×2—2,6(3) мкм, амилоидные, мелкошиповатые.
Съедобный гриб невысокого качества.

## Экология и ареал
Широко распространённый в умеренной зоне Северного полушария вид, по-видимому, отсутствующий на Тихоокеанском побережье Северной Америки. Сапротроф, встречающийся на валеже лиственных пород.

## Синонимы
- Clavaria coronata Schwein., 1832
- Clavaria petersii Berk. & M.A.Curtis, 1873
- Clavaria pyxidata Pers., 1794basionym
- Clavicorona coronata (Schwein.) Doty, 1947
- Clavicorona pyxidata (Pers.) Doty, 1947
- Merisma pyxidatum (Pers.) Spreng., 1827